# 鈴木まどか
遊佐 まどか（ゆさ まどか）（芸名：鈴木まどか）は、1973年2月22日 - 日本のナレーター、司会者、タレント。
神奈川県横浜市出身。血液型B型。身長161cm。特技は、絶対味覚。趣味は、仕事・猫・睡眠。
ナレータープロダクション『洒落Sharaku』代表。
ナレータースクール『パレット』代表。
2002年 TBS「おはよう!グッデイ」のナレーターでデビュー。

## 出演作品

### TVナレーション
- ブロードキャスター（TBS系列）｢お父さんのためのワイドショー講座｣｢7days｣
- みのもんたの朝ズバッ!（TBS系列）
- ウォッチ!（TBS系列）
- おはよう!グッデイ（TBS系列）
- NEWS23（TBS系列）
- Live News it（フジテレビ系列）皇室特番
- みんなのニュース（月～金）（フジテレビ系列）2016年4月4日～
- みんなのニュースWeekend（土）（フジテレビ系列）
- めざましテレビPresents思い出ビデオ再生します（フジテレビ系列）
- 決定!第24回FNSドキュメンタリー大賞（フジテレビ系列）
- 情報エンタメLIVE ジャーナる!（フジテレビ系列）｢日本観察日記｣｢ベタボメ占い｣
- たけしのコマ大数学科（フジテレビ系列）（第35回国際エミー賞最終ノミネート）（日本数学会出版賞、編成局長章）
- アゲるテレビ（フジテレビ系列）
- ぶらぶらマヨネーズ（フジテレビ系列）
- DO!深夜「ナイトちゃん」（フジテレビ系列）
- スーパーニュース（フジテレビ系列）
- 目撃!超逆転スクープ7 家族を引き裂く衝撃のミステリー事件簿（フジテレビ系列）
- 旅するためのスペイン語 （NHK Eテレ）
- ジューダイ（NHK Eテレ）
- 東海道新幹線開業50周年「まるごと新幹線～昨日・今日・明日 夢の超特急の50年」（NHK BSプレミアム）
- NHK BSデジタル号がゆく!（NHK BSプレミアム）
- たっぷり見せます!浅田真央 永久保存版（NHK BSプレミアム）
- メイキング・カラスになったおれは地上の世界を見おろした。（NHK BSプレミアム）
- 家族になろうよ（NHK BSプレミアム）
- 中井精也のてつたび（NHK BSプレミアム）
- 中井精也の絶景！てつたび （NHK BSプレミアム）
- クイズモンスター（NHK総合）
- BSデジタル号がゆく! 〜ブルートレイン九州一周の旅〜 (NHK-BS）
- おもいッきりDON!（日本テレビ系列）
- DON!（日本テレビ系列）「今日は何の日」
- 東京マラソン（日本テレビ系列）
- 世界のスクープ映像 2010年～2012年（日本テレビ系列）
- 世界の衝撃映像 2012年～2014年（日本テレビ系列）
- 世界のおもしろ映像 2014年～2016年（日本テレビ系列）
- 潜在異色（日本テレビ系列）
- TVチャンピオン2（テレビ東京系列）
- ココリコミリオン家族（テレビ東京系列）
- チャンピオンズ（テレビ東京系列）
- 虎ノ門市場便り（テレビ東京系列）
- 若返り!?年齢クリニック!（テレビ東京系列）
- 朝はビタミン!（テレビ東京系列）
- 土曜スペシャル（テレビ東京系列）
- お菓子オモシロ大事典（テレビ東京系列）
- 歌の楽園（テレビ東京系列）
- バナナマンDVD特番（テレビ東京系列）
- やじうまテレビ!（テレビ朝日系列）
- 報道ステーション（テレビ朝日系列）
- サタデーステーション ネット企画（テレビ朝日系列）
- 海ペダル山ペダル（テレビ朝日系列）
- 芸能人があのお仕事に挑戦します!（読売テレビ）
- 依頼人X（読売テレビ）
- THE楽屋弁当伝説（テレビ愛知）
- 風薫る5月 古都の空に響け 第九大合唱!（テレビ愛知）（BSジャパン）
- なにコレ?（テレビ大阪）
- ザ・グレートシニアshow（テレビ大阪・テレビ東京系列）第23回ATP賞テレビグランプリ2006優秀賞受賞
- MADE IN BS JAPAN（BSジャパン）
- 健康トリプルアンサー（BS-TBS）
- ドクターズ・アイ医者がすすめる専門医（BS-TBS）
- プレジデントTV（BS-TBS）
- docomoプレゼンツ 渋谷ライトアップクリスマス2006（BS-TBS)
- 榊原・嶌のグローバルナビ（BS-TBS)
- 家族とお墓の物語（シリーズ）(BS日テレ)
- 春の美味旬彩　日本全国この店の一品料理 (BS日テレ)
- 第二の人生物語（BSフジ）
- スカパー!アワード2014 (スカパー!)
- はぐステTV（キッズステーション）
- 東京03ちゃんねる（dTV）
- 北島三郎からの恋文（ラブレター）（CSチャンネル銀河）
- パク・ジュニョンぶらり釜山里帰り（CSチャンネル銀河）　他多数

### TV-CMナレーション（インフォマーシャル）
- SUQQU（顔筋マッサージ）
- 花王ines
- 第一生命
- 明治「コクがおいしいココア 濃縮タイプ」
- SUNTORY「黒酢にんにく」
- 大塚製薬ポカリスエット
- ダスキン（出演）
- キッコーマン「洋☆ごはんつくろ」
- 明治コクがおいしいココア 濃縮タイプ
- すかいらーく
- 水の激落ちくん
- アメーバピグ
- JCBカード
- ハウスシチュー
- 映画「おまえ うまそうだな」
- タカラトミー「プレイドー」
- メガハウス「エコロシリーズ」
- PINOCCHIO「お手するワンちゃん」
- ブランドベビーカー「ビューラ」
- 三立製菓「かにぱん」
- デアゴスティーニ「ディズニーシリーズ」
- 「アンパンマン くるくるコロコロ りんごのなる木」
- 「アンパンマン はじめてデジカメ」　他多数

### ラジオCMナレーション
- オリンピッククラブ

### VPナレーション
- 東北電力
- NTT東日本「ICTで地域を豊かに」
- 近畿日本ツーリスト
- NHK「ナナミちゃん全国学校教材」
- 美人計画
- フットセラピー・マイスタースクール
- 任天堂wii 〜できたらいいなシリーズ〜
- みずほ銀行LOTO6　他多数

### TV出演
- ネオ ウルトラＱ（キャスター役）（WOWOW）
- ダスキン　キレイはかんたん！（ナビゲーター）（BS-TBS）
- シブスタ（登場ナレーション）（テレビ東京系列）

### MC・キャスター
- 政見放送
- 自民党ムービーチャンネル

### 講演
- テアトルアカデミー（講師）   （2013年2月〜～）
- 埼玉女子短期大学 特別講演    （2007年・2008年）
- 日本大学三島高等学校業特別記念講演（2009年）

### 司会
- 内閣総理大臣主催イベント多数
- 日本経団連 各種式典多数
- 政経セミナー多数

### その他
- DVD「ネコミル」発売。
- 番組登場ナレーション・テレビCMにも出演し、ナレーションだけではなくタレントとしての活動もしている。